# Christian Loamanu

a Compétitions nationales et continentales officielles uniquement.

b Matchs officiels uniquement.
Dernière mise à jour le 29 juin 2018.
Christian Loamanu (クリスチャン・ロアマヌ) est un joueur japonais de rugby à XV, né le 13 mai 1986, de 1,88 m pour 108 kg, il joue ailier. Il peut évoluer aussi comme centre. Il joue dans le Top 14 au Rugby club toulonnais. On le surnomme le « Lomu japonais » en référence au joueur mythique des All Blacks.
À 15 ans il a quitté son île natale du Tonga pour poursuivre ses études au Japon à Saitama dans la banlieue de Tokyo. Il parle mieux le japonais que l'anglais et il se considère comme intégré. 
Il a connu sa première sélection en équipe du Japon de rugby à XV à 18 ans et 11 mois (record) le 16 avril 2005 contre l'Uruguay. Il est retenu pour la Coupe du monde de rugby 2007.
En février 2009, il est exclu indéfinitivement du rugby japonais après avoir été contrôlé positif à la marijuana,. Cette sanction a été levée par la fédération japonaise de rugby en décembre 2014.
Suite à son exclusion du rugby japonais, il rejoint les équipes de Toulon, Benetton Treviso, Leicester Tigers puis Provence Rugby.

## Carrière

### En club
- 2004-2008 : Institut technologique de Saitama
- 2008-2009 : Toshiba Brave Lupus
- 2009-2012 : RC Toulon
- 2012-2014 : Benetton Trevise
- 2014-2016 : Leicester Tigers
- 2016-2017 : Provence rugby
- 2022-2023 : Clean fighters yamanashi

### En équipe nationale
Il a honoré sa première cape internationale en équipe du Japon le 16 avril 2005 contre l'équipe d'Uruguay.

## Palmarès

### En club
- Demi-Finaliste du Top 14 : 2010 (Face à l'ASM Clermont)
- Finaliste du challenge européen : 2010 (Face aux Cardiff Blues)

### En équipe nationale
- Sélectionné en équipe du Japon à 16 reprises
- 5 essais (25 points)
- Nombre de sélections par année : 2 en 2005, 9 en 2007, 5 en 2008

En coupe du monde :
- 2007 : 3 sélections (Fidji, Pays de Galles, Canada)